# Antonio Garzoni Provenzani
Antonio Garzoni Provenzani   (Roma, 2 de desembre de 1906 - Roma, 15 de febrer de 1989) fou un remer italià que va competir durant la dècada de 1930.
El 1932 va prendre part en els Jocs Olímpics de Los Angeles, on guanyà la medalla de bronze en la prova del quatre sense timoner del programa de rem. Formà equip amb Antonio Ghiardello, Francesco Cossu i Giliante D'Este.
En el seu palmarès també destaquen dues medalles al Campionat d'Europa de rem, una d'or en la prova dels quatre amb timoner de 1931, i una de bronze en el vuit amb timoner de 1934.